# Philip Barreiro
Philip Raweriio Barreiro (Ithaca, 21 settembre 1989) è un lottatore canadese, specializzato nella lotta libera e greco-romana.

## Biografia
È originario di Akwesasne e fa parte dei Mohawk, una popolazione nativa nordamericana. È fratello gemello di Thomas Barreiro, anche lui lottatore di livello internazionale. Si è laureato nel 2013 all'università di Washington DC.
Ha iniziato la sua carriera nelle arti marziali all'età di 14 anni, gareggiando nella lotta libera per l'Ithaca High School, nello Stato federato di New York, negli Stati Uniti d'America. Nel 2008 ha vinto i VII North American Indigenous Games.
Nel 2014 si è dedicato alla lotta greco-romana, gareggiando per il Tristar Wrestling Club, allenato dall'olimpionico Doug Yeats. Si è laureato campione canadese per tre volte.
Ha rappresentato il Canada nella lotta greco romana, categoria 98 chilogrammi, ai Giochi panamericani di Lima 2019, concludendo al nono posto in classifica, ai Campionati panamericani del 2018 e 2019, piazzandosi quinto in entrambe le edizioni, e ai mondiali di Budapest 2018, dove ha concluso al 34º posto.

## Palmarès
- North American Indigenous Games

Cowichan 2008: oro nella lotta libera